# Commelina socorrogonzaleziae
Commelina socorrogonzaleziae là một loài thực vật có hoa trong họ Commelinaceae. Loài này được Espejo & López-Ferr. mô tả khoa học đầu tiên năm 1993.